# Acumulador de níquel-hidrogen

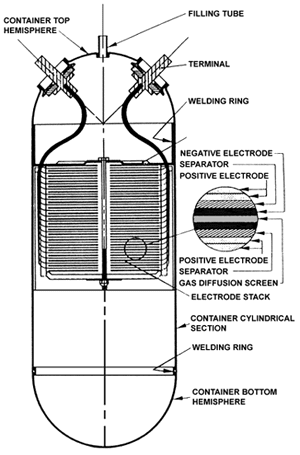
Acumulador de níquel-hidrogen

Un acumulador de níquel hidrogen (NIH₂ o Ni-H₂) és una font de potència electroquímica recarregable obtinguda a partir de níquel i hidrogen. Aquest tipus de bateria utilitza cel d'hidrogen pressuritzat a més de 1.200 psi (82,7 bar]).